# Terier

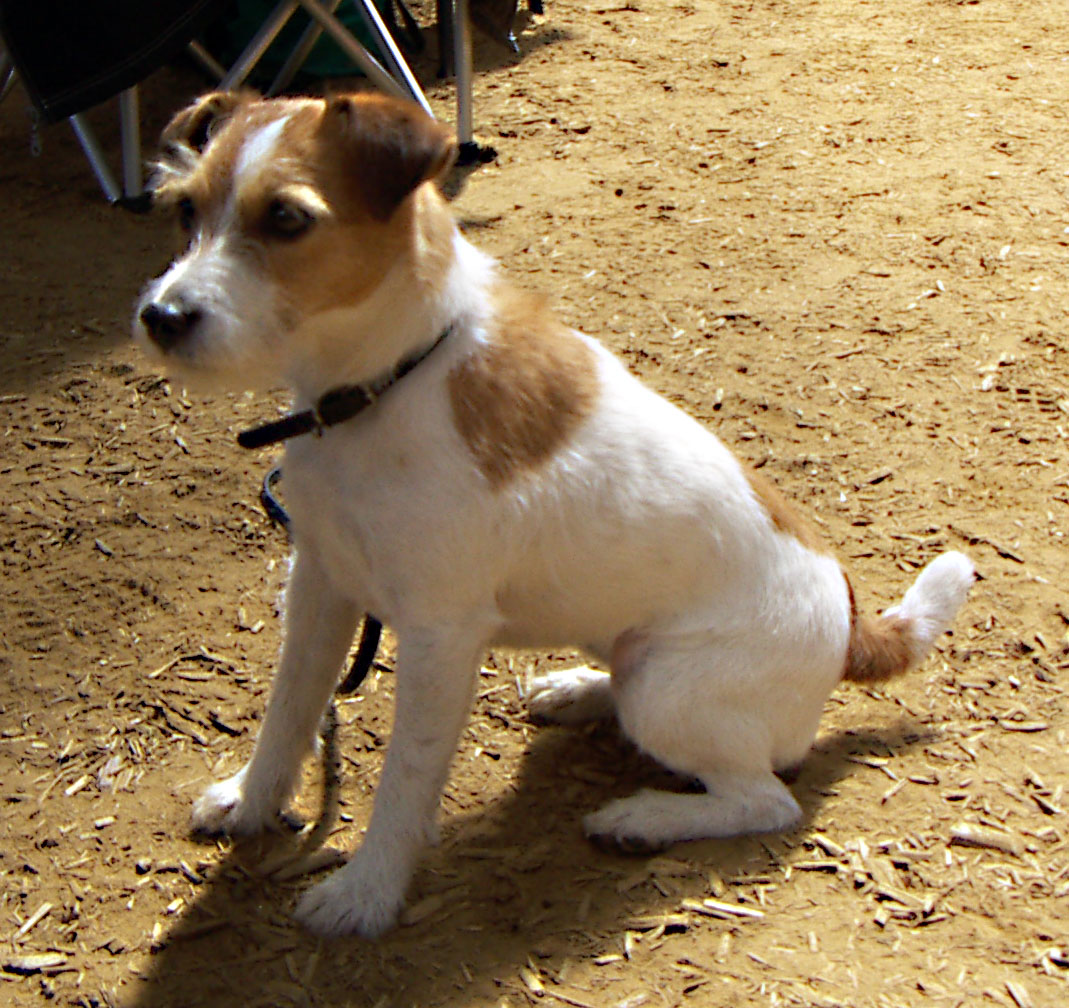
Jack Russell Terrier był ceniony za zapalczywość w tropieniu ofiary

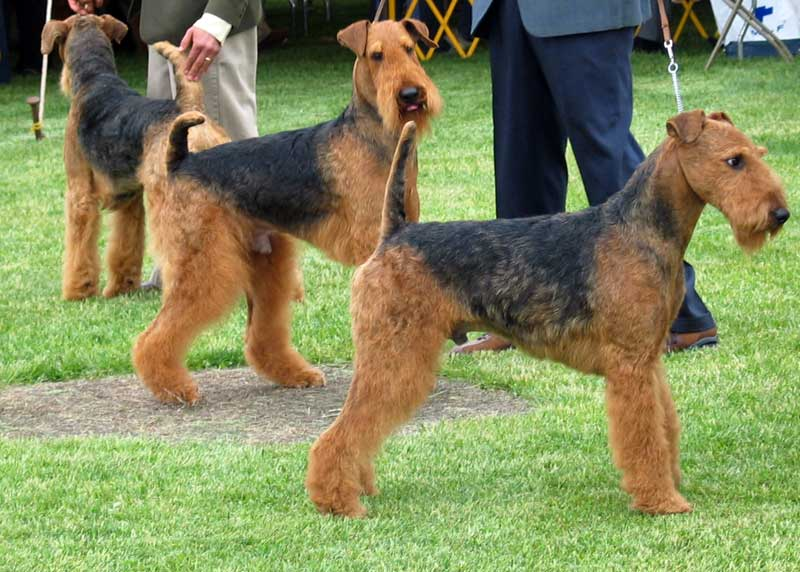
Airedale terriery to największe z terierów

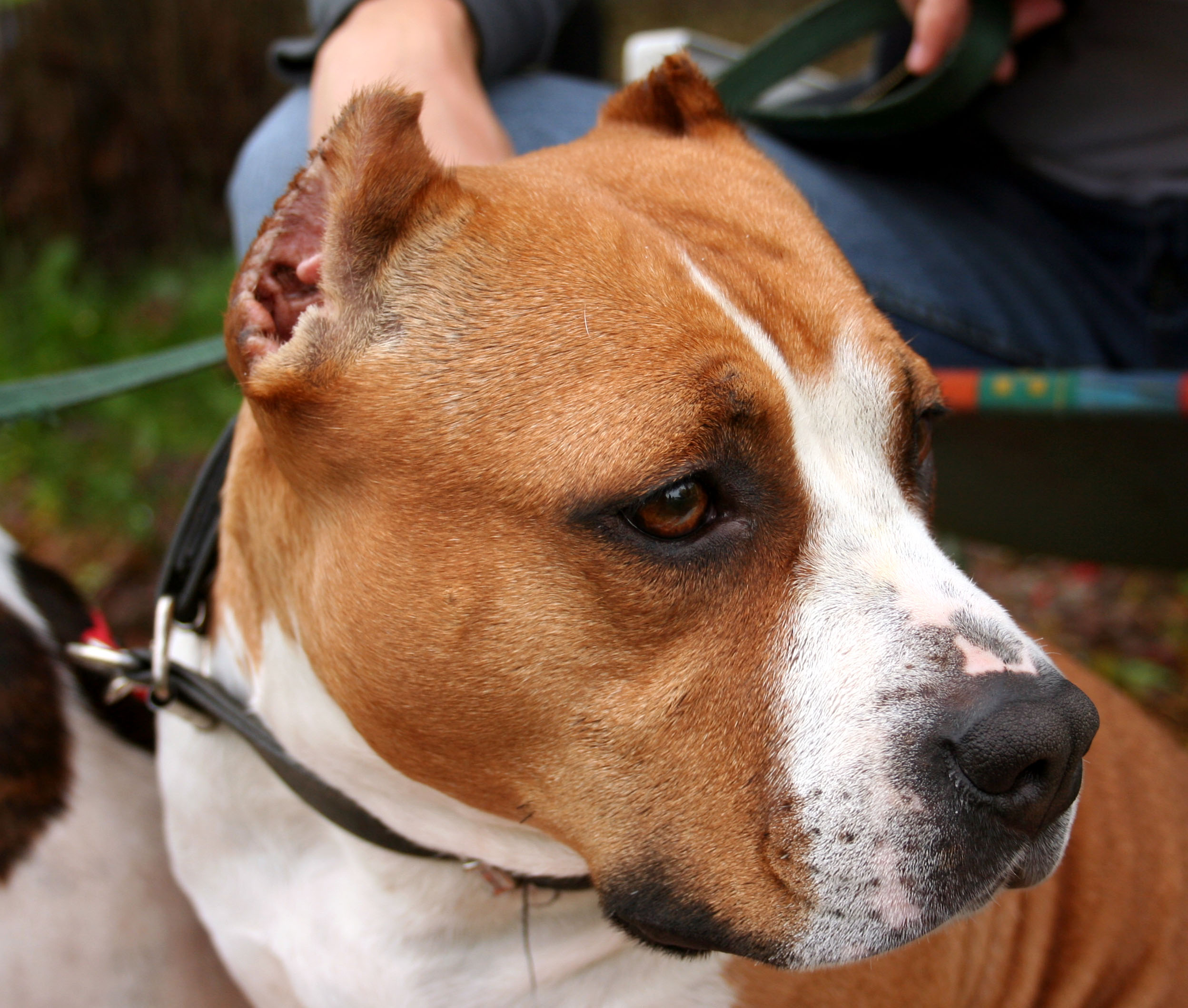
U american staffordshire terrierów są często spotykane kopiowane uszy.

Terier – typ psa należącego pierwotnie do grona psów myśliwskich – norowców, polujących także na powierzchni (praca w nagance z innymi psami). Wykorzystywane były do polowań na zwierzęta takie jak: borsuki, wydry, lisy czy szczury. Obecnie większość ras terierów nie pełni już funkcji myśliwskich.

## Rys historyczny
Hans Räber powołując się na kilku autorów przypuszcza, że miejscem powstania psów terierowatych są Wyspy Brytyjskie, a większość odmian tych psów pochodzi od popularnego w dawnej Anglii pinczera wiejskiego szorstkowłosego i krótkowłosego (E.Hauck). Słowo terier figurowało już w języku wczesnym nowoangielskim i pojawia się w książce dotyczącej ras psów występujących w XV wieku. Autorem tej pozycji jest przeorysza z klasztoru Sopwell – Juliane Berners. Opisuje ona w niej grupę psów zaliczanych do norowców, określonych mianem teroures.
W późniejszych źródłach – Turberville (1575), Buffon (XVIII wiek) – są przytaczane opisy psów zaliczanych do terierów zarówno wysokonożnych, jak i niskonożnych. Rozróżnienie to wiązało się z użytkowością tych psów. Krótkonożna odmiana z szorstką sierścią była ceniona za upór i odwagę w wypłaszaniu i dławieniu zwierzyny z nor. Psy gładkowłose z kończynami dłuższymi brały udział w nagankach na zwierzynę leśną.
Na wystawach psów organizowanych w Anglii do roku 1862 nie istniała oddzielna klasa dla terierów. Od tego też roku zaczęto psy tej grupy rozgraniczać na poszczególne rasy. Do rangi psa rasowego spośród terierów został podniesiony jako pierwszy foksterier i w roku 1878 odmiana szorstkowłosa pojawiła się pierwszy raz na wystawie w Birmingham. Zdjęcia niektórych wymarłych ras terierów, zachowały się do dziś. Przykładem jest terier staroangielski (Old English terrier), którego eksterier był bardzo zbliżony do teriera walijskiego. Ostatniego osobnika z tej rasy zaprezentowano na wystawie w 1900 roku. Do terierów wymarłych zalicza się także staroangielskiego teriera białego (Old white English terrier), u którego zakaz kopiowania uszu, wprowadzony w 1895 roku przez Kennel Club, doprowadził do silnego spadku zainteresowania tą rasą. Raber podaje, że właśnie te teriery wykorzystał James Hinks do wyhodowania białego bullteriera.
Angielskie teriery dały początek wielu rasom terierów na całym świecie. W Australii, dzięki terierom pochodzącym z hodowli angielskich, wyhodowano teriera australijskiego oraz silky teriera. František Horák w Czechosłowacji wyhodował teriera czeskiego, a w Japonii powstał nihon teria.

## Teriery współcześnie
Obecnie większość ras zaliczana do terierów pełni funkcje towarzyskie oraz reprezentacyjne (West Highland white terrier, irish soft coated wheaten terrier), jednak niektóre dalej są wykorzystywane w pierwotnych, myśliwskich funkcjach, tak jak na przykład niemiecki terier myśliwski.
Według klasyfikacji FCI teriery stanowią odrębną, trzecią grupę (terier tybetański oraz czarny terier rosyjski pomimo nazwy nie należą do grupy terierów według FCI). Wymienione w niej są 34 rasy, zgrupowane w cztery sekcje:
- Sekcja terierów wysokonożnych
  - Airedale terrier
  - Bedlington terrier
  - border terrier
  - foksterier krótkowłosy
  - foksterier szorstkowłosy
  - Irish glen of imaal terrier
  - Irish soft coated wheaten terrier
  - kerry blue terrier
  - Lakeland terrier
  - Manchester terrier
  - niemiecki terier myśliwski
  - Parson Russell terrier
  - terier brazylijski
  - terier irlandzki
  - terier walijski

- Sekcja terierów krótkonożnych
  - terier australijski
  - Cairn terrier
  - Dandie Dinmont terrier
  - Jack Russell terrier
  - Norfolk terrier
  - Norwich Terrier
  - Sealyham terrier
  - Skye terrier
  - terier szkocki
  - West Highland white terrier
  - terier czeski
  - nihon teria

- Sekcja terierów w typie bull
  - Amerykański staffordshire terier
  - bulterier
  - bulterier miniaturowy
  - Staffordshire Bull Terrier

- Sekcja terierów miniaturowych
  - English toy terrier
  - Australijski silky terier
  - Yorkshire terrier